# Tachypeza cursoria
Tachypeza cursoria är en tvåvingeart som först beskrevs av Giovanni Antonio Scopoli 1763.  Tachypeza cursoria ingår i släktet Tachypeza och familjen puckeldansflugor.
Artens utbredningsområde är Österrike. Inga underarter finns listade i Catalogue of Life.